# Coupe de France 1924/1925
Osmý ročník Coupe de France (francouzského fotbalového poháru) se konal od 12. října do 5. dubna 1925. Celkem turnaj hrálo 280 klubů.
Trofej získal poprvé v klubové historii klub z Paříže, který se jmenoval CSAG. Ve finále porazil FC Rouen 1:1 a 3:2.